# Bolivia ai XIV Giochi olimpici invernali
La Bolivia partecipò ai XIV Giochi olimpici invernali, svoltisi a Sarajevo, Jugoslavia, dall'8 al 19 febbraio 1984, con una delegazione di tre atleti impegnati in una disciplina.

## Delegazione
| Sport      | Uomini | Donne | Totale |
| ---------- | ------ | ----- | ------ |
| Sci alpino | 3      | 0     | 3      |
| Totale     | 3      | 0     | 3      |

## Risultati

### Uomini
| Atleta               | Gara           | 1ª manche | 1ª manche | 2ª manche | 2ª manche | Totale  | Totale    |
| Atleta               | Gara           | Tempo     | Posizione | Tempo     | Posizione | Tempo   | Posizione |
| -------------------- | -------------- | --------- | --------- | --------- | --------- | ------- | --------- |
| Scott Sánchez        | Discesa libera |           |           |           |           | 1:54.75 | 43        |
| Mario Hada           | Slalom gigante | DSQ       | –         | –         | –         | DSQ     | –         |
| José-Manuel Bejarano | Slalom gigante | 2:04.38   | 81        | 2:29.58   | 76        | 4:33.96 | 76        |
| Scott Sánchez        | Slalom gigante | 1:29.45   | 38        | 1:27.84   | 32        | 2:57.29 | 34        |
| Scott Sánchez        | Slalom         | 1:08.16   | 36        | DNF       | –         | DNF     | –         |